# 宇田川那奈
宇田川 那奈（うたがわ なな、1993年6月16日 - ）は、日本のタレント。東京都出身。スペースクラフト所属。

## 来歴
2016年3月、東京大学工学部を卒業。同年4月、京都大学大学院情報学研究科へ進学。
2017年、スペースクラフトキャンパスクイーン事業部へ所属。

## 人物
趣味は勉強、プログラミング、木登り、謎解き。特技は麻雀、競馬、乗馬。
好きな競走馬はサトノダイヤモンド。
大学1年に麻雀を習得し、雀荘通いを続け、現在はプロ雀士の資格を持っている。麻雀はオカルト派。

## 出演

### テレビ
- BAZOOKA!!!（2017年2月6日、BSスカパー!） - 「ダークサイドゼミナール/殺される前に知っておきたい10の殺人鬼」

### ラジオ
- 宇田川那奈の七転び八起き（2018年4月 - 9月、ラジオ大阪）
- 上坂すみれの文化部は夜歩く（2018年4月、第105夜・第106夜、ラジオ大阪）

### 新聞
- デイリースポーツ「お悩み相談・人生相談JD答案」

### WEB
- ニュースな女子大生と加藤浩次（2018年6月5日、GYAO!オリジナル）「＃11 知られざる競馬の魅力」
- 競馬コラム インテリuma－joの大予想（2018年、極ウマ・プレミアム）